# Psacaliopsis pinetorum
Psacaliopsis pinetorum là một loài thực vật có hoa trong họ Cúc. Loài này được (Hemsl.) Funston & Villaseñor mô tả khoa học đầu tiên năm 2008.